# チャー絆 (バンド)
チャー絆（ちゃーはん）は、日本の男女ツインボーカルデュオ。

## 概要
- 2002年6月、阿宅ユウスケと寄能信之が大阪にて結成。
- 2003年5月、繁道亜希子（Key）が加入
- 2003年11月、寄能信之が脱退、現在のチャー絆になる
- ボーカル＆アコースティックギターの阿宅ユウスケとボーカル＆キーボードの繁道亜希子からなる男女デュオ。
- 2017年頃からドラムサポートに松川もも子が入り3人編成でのライブも行うようになる。
- これまでに8枚のアルバムをリリース。
- 大阪を中心に全国で年間約150本のライブを2019年まで敢行。
- 2018年6月10日、7th ALBUM「最後の声になるなら」発売＆全国レコ発ツアー敢行。
- 2018年11月24日、大阪は寺田町Fireloopにてレコ発ツアーファイナル＆結成15周年記念ワンマンライブを行う。（SOLD OUT）この日をもって繁道亜希子が産休に入る。
- 2019年、繁道亜希子が育児のため阿宅ユウスケがソロ名義で活動開始。
- 2019年5月26日、チャー絆の活動再開。
- 2019年6月29日、阿宅ユウスケ 1st mini ALBUM「十五夜」発売。
- 2021年7月02日、阿宅ユウスケ 2nd mini ALBUM「独」発売。
- 2021年10月23日、チャー絆 8th ALBUM「あるとそぷらの」発売。
- 2023年11月で結成20周年を迎える。それに伴い2023年11月4日、大阪は北加賀屋クリエイティブセンター大阪STUDIO PARTITAにてワンマンライブを行う。

## メンバー
- 阿宅ユウスケ（ボーカル・アコースティックギター）
- 繁道亜希子（ボーカル・キーボード）

## 作品

### アルバム
| 発売日         | タイトル           | 収録曲 |
| -------------- | ------------------ | --- |
| 2008年4月4日   | 猫の髭             | 1. 腐ったみかん 2. あぶらむし 3. 狸の雑念 4. 恋に泪 5. カーテンの色は君が選ぶのさ 6. 夜の大作戦 7. 時は金なり 8. 眠れない夜                                                                                        |
| 2010年4月4日   | ピエロの生活       | 1. そして旅を始める 2. 偶然にも夕暮れ 3. 雨でサヨナラ 4. 猫の目に月明かり 5. ピエロ 6. ゆらゆら偽善者 7. いつもと変わらぬ日々                                                                                      |
| 2011年10月6日  | ホトトギス         | 1. ホトトギス 2. カラスの遠吠え 3. 野良犬ワルツ 4. 赤い花 5. よあけまえ 6. あなたと旅路 7. 梅雨景色 8. 浮世の風 |
| 2013年6月2日   | 走馬灯             | 1. カタツムリ 2. ろくでなし達が歌う夜 3. けむにまかれて 4. 春うらら 5. ピエロ 6. らくがき 7. 走馬灯 |
| 2015年10月6日  | うたがある         | 1. うたがある 2. 馬の骨 3. 雨のち夕暮れ 4. 狸の雑念 5. ハローベイビー 6. 昔の事を思い出して夜は素早く眠れません 7. 今は心から 8. おわる ～高架下ワルツ～                                                           |
| 2017年2月17日  | もう一つの涙       | 1. ホタル 2. 夜明けが来る 3. 傘 4. 猫の目に月明かり 5. 果てもなく続く道 6. 日々 7. もう一つの涙 |
| 2018年6月10日  | 最後の声になるなら | 1. 傘 2. おぼろげな月 3. ホトトギス 4. 赤い花 5. カラスの遠吠え 6. けむにまかれて 7. 晴れるさ 8. ヒーロー 9. 雨でサヨナラ 10. この風はどこから 11. 果てもなく続く道 12. まどろみ 13. 走馬灯 14. 最後の声になるなら |
| 2021年10月23日 | あるとそぷらの     | 1. 花のたより 2. スパンコールの夢 3. 夜更けの空に 4. 秋だね 5. ゆりかご 6. グッドナイト 7. 梅雨景色 8. 馬の骨 9. フォローライフ 10. アルトソプラノ 11. しばらくはさようなら                                        |

阿宅ユウスケ

## 公式PV
- チャー絆 - YouTubeチャンネル